# Чаккаваратті

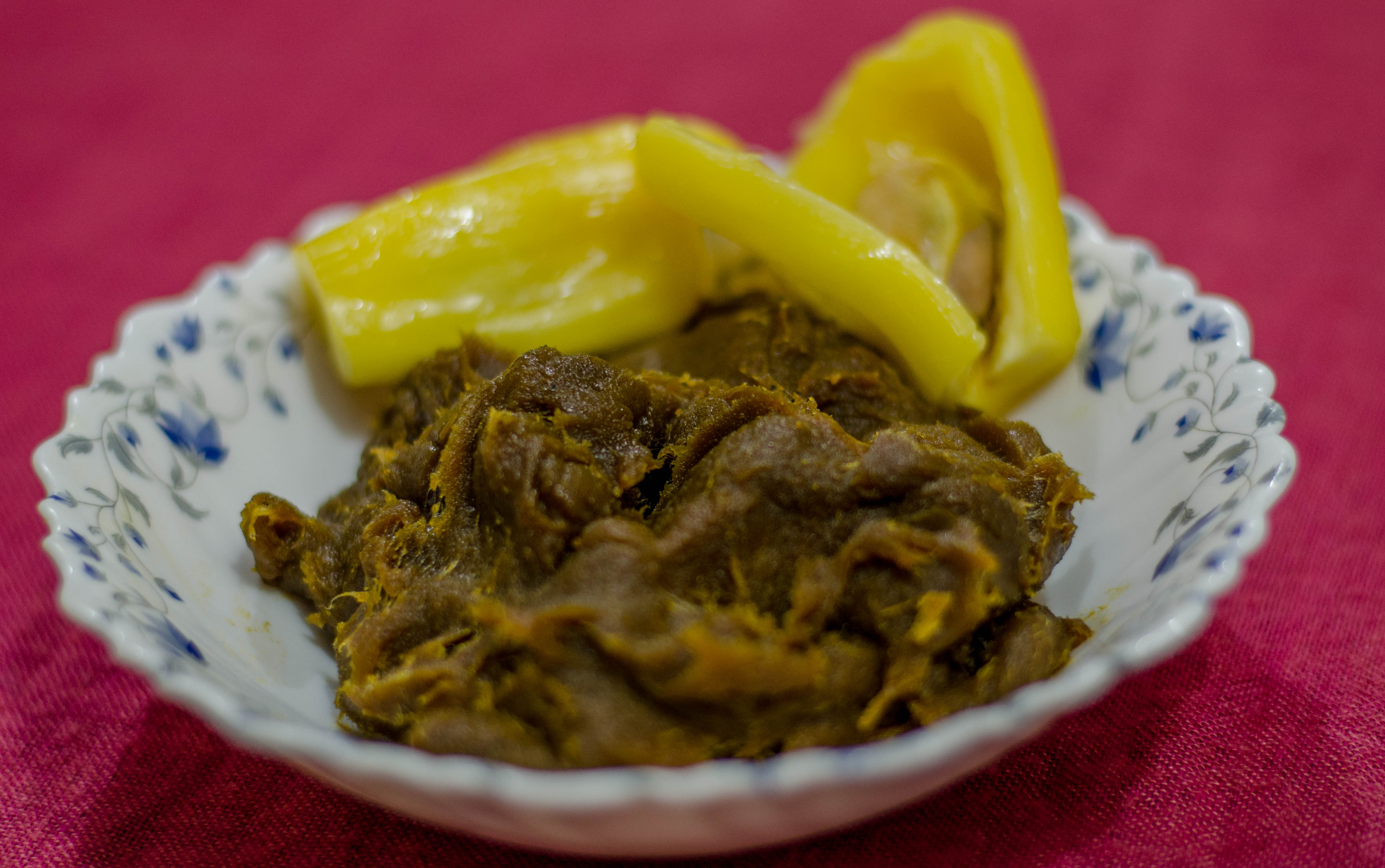
Чаккаваратті (джем з джекфрутів)

Чаккаваратті або Джекфрут халва - індійське варення, виготовлене з джекфруту. 

## Приготування
Насіння видаляють із плодів і нарізають на невеликі шматочки. Потім фрукти готують з гхі маслом та джаггері; з часом він досягає консистенції, схожої на пасту або варення. Після охолодження його можна їсти; зберігається протягом шести-десяти місяців. 